# Anton Maria Martin von Stegner
Anton Maria Martin Ritter von Stegner (* 11. November 1710 in Wien; † 28. Mai 1778) war Weihbischof in Wien.

## Leben
Von Stegner empfing am 19. September 1733 die Diakonen- und am 17. Januar 1734 die Priesterweihe.
Am 30. März 1778 wurde er zum Weihbischof in Wien und Titularbischof von Corycus ernannt. Die Bischofsweihe spendete ihm am 3. Mai desselben Jahres der Wiener Erzbischof und Kardinal Christoph Anton Graf Migazzi.
Von Stegner starb am 28. Mai 1778 im Alter von 67 Jahren.